# Zamaron
Las Zamarons son una raza extraterrestre ficticia del Universo DC. En sus orígenes, eran las mujeres de la raza llamada maltusiana u oana. Cuando el científico renegado Krona realizó un experimento prohibido que tuvo consecuencias terribles en todo el universo, los oanos hombres discutieron sobre cómo enfrentar la situación. Un grupo de oanos decidieron dedicar sus existencias a contener el mal; estos se convirtieron en los Guardianes del Universo. Sin embargo, las mujeres no vieron ninguna necesidad en involucrarse y, puesto que para entonces los oanos era inmortales y ya no tenían necesidad de reproducirse, abandonaron a sus parejas y se convirtieron en las Zamarons (prácticamente, un anagrama de amazonas).
Luego de billones de años, las Zamarons y los Guardianes habían evolucionado de formas distintas (ya que no se reproducían, eran los individuos mismos quienes evolucionaban). Mientras que los oanos eran originariamente parecidos a los humanos pero con piel azul, las Zamarons se volvieron idénticas a las mujeres terrícolas caucásicas. Las Zamarons desarrollaron una cultura guerrera y, a diferencia de los Guardianes, preferían enfocarse en perfeccionar sus habilidades físicas más que las mentales; también desarrollaron el hábito de almacenar sus energías psiónicas en cristales púrpuras. Tienen la costumbre de elegir como líder a una mujer que posea cierta apariencia específica; esta persona se convierte en "Zafiro Estelar", y recibe un zafiro que le otorga inmensos poderes mentales pero que también se adueña de su mente. Una de las mujeres elegidas en los últimos tiempos fue Carol Ferris, el amor del Linterna Verde Hal Jordan, quien terminó transformándose en uno de sus mayores enemigos.
Las Zamarons decidieron tomar como parejas a hombres del planeta Korugar. Esto llevó a que los Guardianes tomaran una decisión en secreto: si ellos o alguno de sus agentes alguna vez matase a un hombre korugariano, la Batería de Poder Central de Oa se auto-destruiría. Aparentemente, ellos tomaron esta medida como manera de evitar actuar por celos. Sin embargo esto fue contraproducente cuando, después de que los Guardianes abandonaran nuestro universo por un tiempo, los Green Lantern Corps decidieron ejecutar al criminal korugariano Sinestro, sin saber del decreto especial. Esto causó la destrucción de la Batería y llevó a la disolución temporaria de los Corps.
Eventualmente, las Zamarons decidieron reunirse con los Guardianes para dar a luz a la profetizada nueva generación de oanos. Juntos, abandonaron esta dimensión para reproducirse. Aunque los Guardianes regresaron más tarde, las Zamarons permanecieron ausentes hasta llevar sus embarazos a término.
Una Zamaron regresó a nuestro universon junto con su compañero Guardián para acelerar la evolución de varios humanos de la Tierra seleccionados especialmente para convertirse en los nuevos Guardianes del Universo durante un evento conocido como Millennium. A pesar de la interferencia de los Manhunters, lograron su fin muriendo en el proceso. Los humanos formaron un grupo de héroes llamado los Nuevos Guardianes, pero más tarde desaparecieron durante una batalla con Krona (ahora como agente de la entropía) y no se los ha vuelto a ver desde entonces.
Cuando los Guardianes fueron revividos como niños de ambos sexos, Ganthet solicitó a las Zamarons que regresaran a Oa y lo ayudaran a cuidarlos. No se ha hecho ninguna referencia a sus propios hijos.
Tiempo más tarde regresarían a su propio planeta y decidieron crear una batería de poder con el emblema del amor y su respectivo color: morado. Observando que los resultados de sus rocas sobre sus anfitriones no eran los esperados e inestables decidieron copiar a los Guardianes del Universo de Oa y forjar anillos comenzando a dispersar anillos por todo el universo en busca de agentes capaces de procesar amor.
- Datos: Q4023759